# فاطمة 75 (فلم)
فاطمة 75 (بالفرنسية: Fatma 75) شريط سينمائي تونسي من إخراج سلمى بكار عام 1975.

## روابط خارجية
- مقالات تستعمل روابط فنية بلا صلة مع ويكي بيانات